# Jürgen Schmidt (Mathematiker)
Jürgen Schmidt (* 5. August 1918 in Berlin; † 14. Oktober 1980 in Houston, Texas, USA) war ein deutscher Mathematiker, der über die Grundlagen der Mathematik arbeitete, u. a. über Mengenlehre und Universelle Algebra.

## Wissenschaftliche Laufbahn

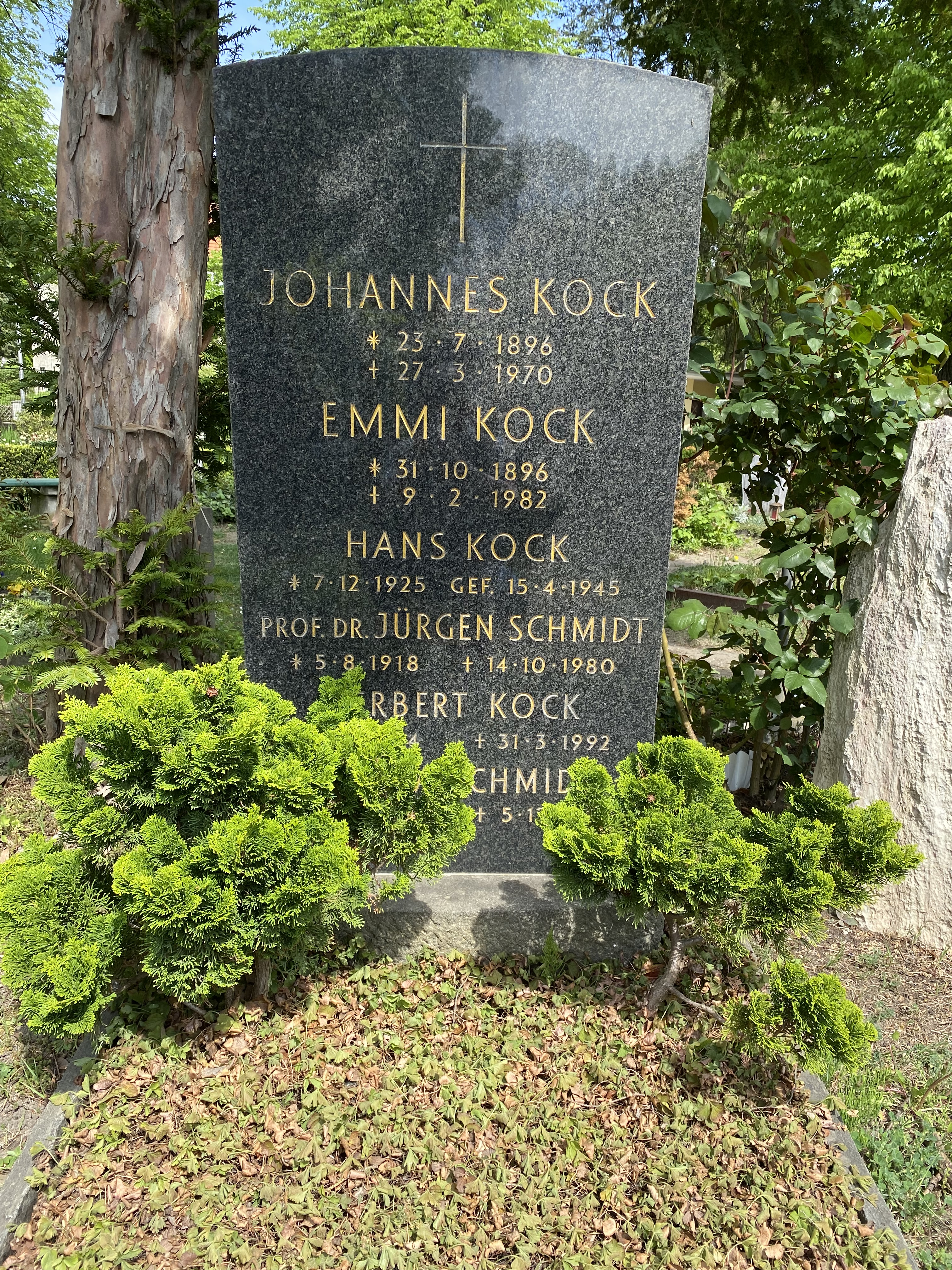
Grabstätte Jürgen Schmidt

Jürgen Schmidt studierte von 1946 bis 1950 Mathematik an der Humboldt-Universität zu Berlin und an der Johann Wolfgang Goethe-Universität Frankfurt am Main und promovierte im Jahr 1952 unter Erhard Schmidt und Karl Schröter zum Dr. rer. nat. Er war von 1950 bis 1955 wissenschaftlicher Assistent in Berlin und habilitierte sich im Jahre 1956 zunächst in Berlin, dann an der Universität zu Köln, wo er von 1958 bis 1963 wirkte, zunächst als Dozent und danach als wissenschaftlicher Rat und Professor.
Von 1963 bis 1967 leitete Jürgen Schmidt die Abteilung für Grundlagenforschung der Mathematik am Mathematischen Institut der Universität Bonn. Von 1967 an arbeitete er in den USA, zunächst bis 1969 als
Fulbright Scholar und Visiting Professor der University of Georgia (Athens, Georgia) und der University of Houston (Houston, Texas). Von 1969 an hatte Jürgen Schmidt eine Stellung als Professor of Mathematics an der University of Houston.
Er war Autor bzw. Koautor von etwa 80 wissenschaftlichen Arbeiten.
Laut dem Mathematics Genealogy Project war Jürgen Schmidt Doktorvater von vierzehn Doktoranden.
Jürgen Schmidt fand seine letzte Ruhestätte auf dem Berliner Friedhof Wilmersdorf (Abt. A 1).

## Veröffentlichungen (Auswahl)
- Jürgen Schmidt: Über die Rolle der transfiniten Schlussweisen in einer allgemeinen Idealtheorie. In: Math. Nachr. Band 7, 1952, S. 165–182 (MR0047628).
- Jürgen Schmidt: Beiträge zur Filtertheorie. I. In: Math. Nachr. Band 7, 1952, S. 359–378 (MR0049975).
- Jürgen Schmidt: Beiträge zur Filtertheorie. II. In: Math. Nachr. Band 10, 1953, S. 197–232 (MR0057946).
- Jürgen Schmidt: Einige grundlegende Begriffe und Sätze aus der Theorie der Hüllenoperatoren. In: Ber. Math. Tag. 1953, S. 21–48 (MR0069802).
- Jürgen Schmidt: Konfinalität. In: Z. Math. Logik Grundlagen Math. Band 1, 1955, S. 271–303 (MR0076836).
- Jürgen Schmidt: Peano-Bäume. In: Z. Math. Logik Grundlagen Math. Band 6, 1960, S. 225–239 (MR0186558).
- Jürgen Schmidt: Einige algebraische Äquivalente zum Auswahlaxiom. In: Fund. Math. Band 50 (1961/1962), S. 485–496 (MR0139558).
- Jürgen Schmidt: Symmetric Approach to the Fundamental Notions of General Topology. In: General Topology and its Relations to Modern Analysis and Algebra, II (Proc. Second Prague Topological Sympos., 1966). Academia, Prague 1967, S. 308–319 (MR0232333).